# Монте-Болька

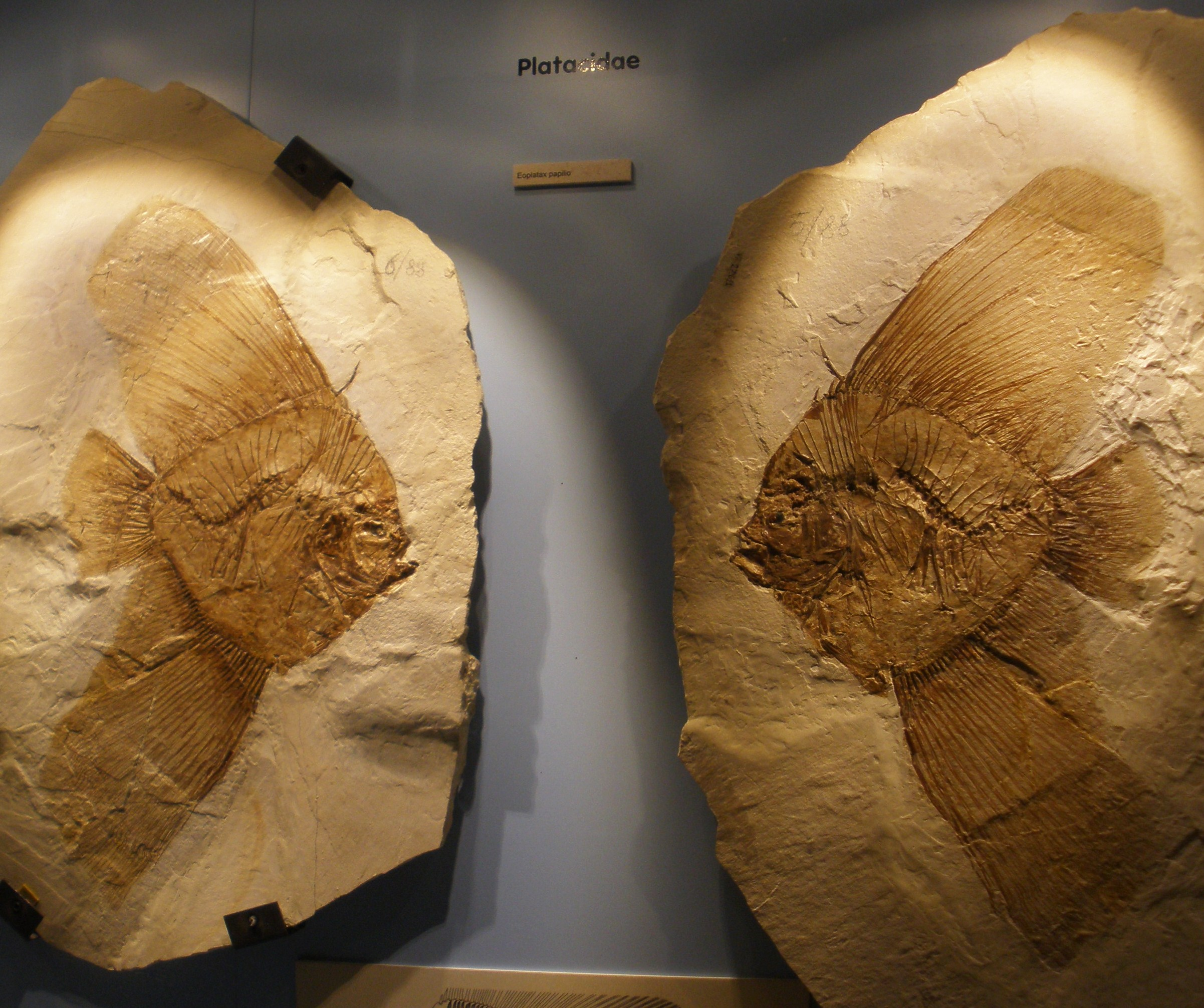
Eoplatax papilio: викопна риба-ангел з Монте-Болька

45°35′43″ пн. ш. 11°12′36″ сх. д. / 45.595277777778° пн. ш. 11.21° сх. д.
Монте-Болька — лагерштетт поблизу Верони, Італія, який був одним з перших місць палеонтологічних знахідок, що зберегли високу якість, відомий європейцям, і досі є важливим джерелом досліджень про тваринний світ еоцену.

## Геологія
Монте-Болька піднявся з дна океану Тетіса під час утворення Альп, в два етапи: один 24 мільйони років тому і один між 30 і 50 мільйонами років тому. Вся формація складається з 19 метрів вапняку, який містить викопні рештки, але в ньому є шари лагерштетту, що містять гарно збережені зразки. Усередині цих шарів риба та інші екземпляри настільки сильно збереглися, що їх органи часто повністю зберігаються у викопній формі, і навіть іноді можна визначити колір шкіри. Розкладання померлих організмів, які потрапляли у мул не траплялося, передбачається, що в грязі, про яку йде мова, було мало кисню.

## Історія
Власне місцевість Монте-Болька — це одне конкретне місце поблизу села Болька в Італії, відоме як італ. Pesciara завдяки безлічі надзвичайно добре збережених скам'янілостей еоценових риб. Однак, в загальній околиці є кілька інших споріднених пластів, які також несуть подібні копалини, такі як Монте-Поштале та Монте-Вегроні. Термін «Монте-Болька» вживається взаємнозамінно для позначення одного, оригінального місця або всіх місць разом.
Копалини в Монте-Больки відомі щонайменше з XVI століття та інтенсивно вивчалися в XIX столітті, коли було остаточно доведено, що це скам'янілі залишки мертвих тварин.
Копалини з Монте-Болька зазвичай доступні для продажу у комерційних торговців, а завдяки їх популярності та збереженості регулярно продаються за кілька сотень доларів.

## Викопні види

### Тварини
Монте-Болька багатий рибою: 250 видів (140 родів, 90 родин та 19 порядків). Крім того тут виявлені головоногі молюски, ракоподібні, медузи та поліхети. Знайдено пташине пір'я та пластинки черепах, а також багато комах.
Перелік видів включає:
- Риби
  - Blochius longirostris, риба-меч
  - Ceratoichthys pinnatiformis, ставридові
  - Clupea catopygoptera, оселедцеві
  - Cyclopoma gigas, окуневидні
  - Eastmanalepes primaevus, ставридові
  - Eolactoria sorbinii, кузовкові
  - Eoplatax papilio
  - Exellia velifer
  - Godsilia lanceolata, примітивний тунець
  - Lates gracilis, родич нільського окуня
  - Mene rhombea та Mene oblonga
  - Paranguilla tigrina, Вугроподібні
  - Pasaichthys pleuronectiformis
  - Platax altissimus та Platax macropterygius
  - Proaracana dubia
  - Protobalistum imperial
  - Psettopsis subarcuatus
  - Pycnodus platessus, один з останніх Pycnodontiformes
  - Pygaeus nobilis
  - Serranus occipitalis, пильчаки
  - Sharfia mirabilis, вудильникові
  - Sphyraena bolcensis, баракуда
  - Spinacanthus cuneiformis, родич спинорогових
  - Zorzinichthys annae
- Лобстери
  - Justitia desmaresti
- Крокодили
  - Crocodilus vicetinus
- Змії
  - Archaeophis bolcaensis
  - Archaeophis proavus

### Рослини
Знайдено прісноводні та сухопутні рослини, зокрема бурі водорості, споріднені до сучасної «морської пальми» (лат. Postelsia palmaeformis).